# سوسک پوسته‌نشین تخت
سوسک پوسته‌نشین تخت (نام علمی: Cucujidae) نام یک تیره از بالاخانواده پوسته‌نشین‌واران است.